# Fuerzas de Apoyo Rápido
Las Fuerzas de Apoyo Rápido (en árabe: قوات الدعم السريع, romanizado: Quwwāt ad-daʿm as-sarīʿ), conocidas también como RSF o FAR, son fuerzas paramilitares sudanesas anteriormente operadas por el gobierno de Sudán. Las RSF (por sus siglas del inglés Rapid Support Forces) surgieron y están compuestas principalmente por las milicias de Yanyauid, que lucharon en nombre del gobierno sudanés durante el conflicto de Darfur y fueron responsables de numerosas atrocidades contra civiles. Según Human Rights Watch, las acciones de las RSF en Darfur se consideran crímenes contra la humanidad.
Las RSF están administradas por el Servicio de Inteligencia General, aunque durante las operaciones militares están comandadas por las Fuerzas Armadas de Sudán. Desde junio de 2019, el comandante de las RSF es el general Mohamed Hamdan Dagalo ("Hemetti"). Durante la crisis política sudanesa de 2019, la junta militar que tomó el control del país empleó a las RSF para reprimir violentamente a los manifestantes prodemocracia. Junto con otras fuerzas de seguridad, las RSF llevaron a cabo la masacre de Jartum el 3 de junio de 2019.
El 15 de abril de 2023, las fuerzas de las RSF afirmaron haber ocupado el Aeropuerto Internacional de Jartum y otras zonas importantes de Jartum. Se han registrado combates entre las RSF y militares sudaneses en Darfur Norte y Darfur Oeste.

## Origen
Las RSF tienen sus raíces en las milicias Janjaweed utilizadas por el Gobierno sudanés en sus intentos de luchar contra la insurgencia antigubernamental durante la guerra de Darfur. Las RSF se formaron oficialmente en 2013, tras una reestructuración y reactivación de las milicias Janjaweed para combatir a los grupos rebeldes en la región de Darfur, Kordofán del Sur y los estados de Nilo Azul, tras los ataques conjuntos de los rebeldes del Frente Revolucionario Sudanés en Kordofán del Norte y Kordofán del Sur en abril de 2013.

## Guerra en Darfur
Durante la guerra en Darfur, en 2014 y 2015, RSF "atacó repetidamente aldeas, quemó y saqueó casas, golpeó, violó y ejecutó a aldeanos", con la ayuda del apoyo aéreo y terrestre de las Fuerzas Armadas sudanesas.  Las ejecuciones y violaciones de RSF solían tener lugar en aldeas después de que los rebeldes se hubieran ido. Los ataques fueron lo suficientemente sistemáticos como para calificarlos como crímenes de lesa humanidad, según Human Rights Watch.

## Conexión con el Grupo Wagner
Según un informe de Al Araby TV, hay acusaciones de una conexión entre el Grupo Wagner, una organización paramilitar rusa, y Hemetti. Según los informes, documentos y fuentes filtrados indican que el Grupo Wagner ha proporcionado entrenamiento y equipo, incluidos vehículos blindados y helicópteros artillados, a las fuerzas de Hemetti. Además, se alega que la compañía rusa proporcionó servicios de seguridad durante la visita de Hemetti a Rusia en 2018
El gobierno sudanés ha negado cualquier conexión con el Grupo Wagner, pero los informes sugieren que Hemetti puede estar utilizando su posición en el Consejo Soberano para establecer vínculos con la compañía rusa.

## Intervención en conflictos internacionales

### Guerra civil libia
Durante la fase ofensiva de Libia Occidental de 2019 de la segunda guerra civil libia, en julio de 2019, alrededor de 1000 soldados de RSF estuvieron presentes en Libia, apoyando al Ejército Nacional Libio comandado por Jalifa Hafter y con sede en Tobruk, que luchaba contra el Gobierno de Acuerdo Nacional reconocido internacionalmente con sede en Trípoli.

### Guerra civil yemení
Las RSF han participado en la guerra civil yemení (2014-presente), apoyando a las fuerzas pro-Hadi. Tanto las RSF como otras fuerzas de seguridad sudanesas, que participan en la intervención liderada por Arabia Saudita en Yemen junto con las fuerzas saudíes y emiratíes, han matado a civiles y destruido infraestructura, por lo que Human Rights Watch los sospecha de crímenes de guerra.

## Conflicto en Sudán de 2023
El 15 de abril de 2023 estallaron los combates entre las Fuerzas Armadas Sudanesas y las RSF después de que las RSF se movilizaran en ciudades de todo Sudán. Se informó de combates en el palacio presidencial y en la sede de FAR.
Los enfrentamientos dieron lugar a que las RSF fueran designadas como grupo rebelde por las Fuerzas Armadas Sudanesas. El día de los enfrentamientos, que incluyeron la batalla de Jartum, ambas partes reclamaron el control de los aeropuertos de Jartum y Merowe, y otros sitios clave.